# 30 de dezembro
30 de dezembro é o 364.º dia do ano no calendário gregoriano (365.º em anos bissextos). Faltam 1 dias para acabar o ano.

## Eventos históricos

2000: Sonda Cassini-Huygens

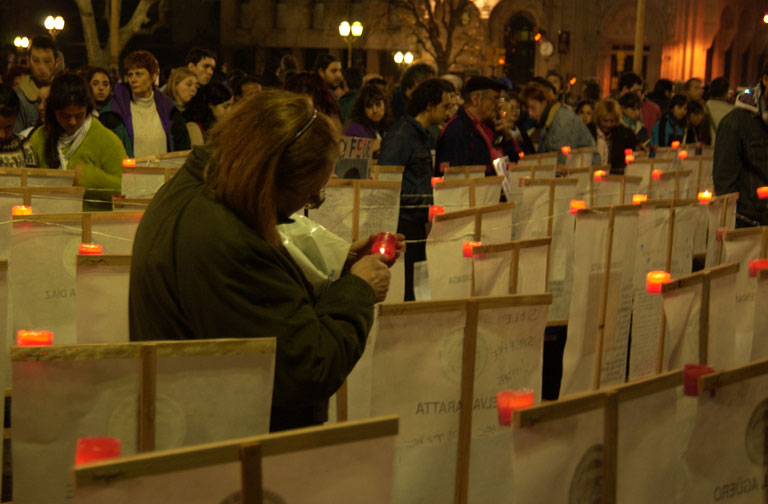
2004: Incêndio na Discoteca República Cromañón

- 0534 — A segunda e última edição do Código de Justiniano entra em vigor no Império Bizantino.[1]
- 1066 — Massacre de Granada uma multidão muçulmana invade o palácio real em Granada, crucifica o vizir judeu Joseph ibn Naghrela e massacra a maior parte da população judaica da cidade.
- 1352 — É eleito o Papa Inocêncio VI.
- 1419 — Guerra dos Cem Anos: Batalha de La Rochelle.
- 1460 — Guerra das Rosas: Batalha de Wakefield: grande vitória dos Lencastre (ou Lancaster em inglês) de Margarida de Anjou; Ricardo, 3.º Duque de Iorque é executado por traição ao rei; o seu filho Eduardo sucede-lhe como Duque de Iorque.
- 1702 — Guerra da Rainha Ana: James Moore, Governador da Província da Carolina, abandona o Cerco de Santo Agostinho.
- 1813 — Guerra Anglo-Americana de 1812: soldados britânicos queimam Buffalo, Nova York.
- 1853 — Acordada a Compra Gadsden entre os Estados Unidos e o México.
- 1896 — O patriota filipino e defensor da reforma José Rizal é executado por um pelotão de fuzilamento espanhol em Manila.
- 1897 — A colônia britânica de Natal anexa a Zululândia.
- 1902 — A Expedição Discovery sob o comando de Robert Falcon Scott atingiu o extremo sul em 82°17′S na Antártica.[2]
- 1916
  - O místico russo e conselheiro do czar, Grigori Rasputin, é assassinado por um grupo legalista liderado pelo príncipe Félix Yussupov. Seu corpo congelado, foi encontrado em um rio de Moscou três dias depois.
  - A última coroação na Hungria é realizada para o rei Carlos IV e a rainha Zita.
- 1922 — O Conselho dos Sovietes cria a União das Repúblicas Socialistas Soviéticas.
- 1924 — Criado o Departamento de Ordem Política e Social (DOPS) foi um órgão do governo brasileiro utilizado principalmente durante o Estado Novo e mais tarde na Ditadura Militar de 1964-85.
- 1927 — Abre a primeira linha de metrô japonesa, em Tóquio.
- 1935 — A Força Aérea Italiana bombardeia um hospital da Cruz Vermelha sueca durante a Segunda Guerra Ítalo-Abissínia.
- 1944 — O rei Jorge II da Grécia aceita uma regência, deixado o trono.
- 1947 — Guerra Fria: o rei Miguel I da Romênia é forçado a abdicar pelo governo comunista da Romênia, apoiado pela União Soviética.
- 1958 — A Força Aérea da Guatemala afunda vários barcos de pesca mexicanos acusados de terem violado as fronteiras marítimas, matando três e provocando tensão internacional.
- 1967 — O voo L-51 da Aeroflot cai perto do Aeroporto Internacional de Liepāja, em Liepāja, Letônia, matando 43 pessoas.[3]
- 1968 — Golpe militar de 1964: divulgada uma lista de políticos cassados.
- 1972 — Guerra do Vietnã: os Estados Unidos suspendem os pesados bombardeios ao Vietnã do Norte, termina a Operação Linebacker II.
- 1973 — O Vaticano e Israel estabelecem relações diplomáticas.
- 1993 — Israel estabelece relações diplomáticas com a Cidade do Vaticano e também atualiza para relações diplomáticas plenas com a Irlanda.
- 1996 — Cortes orçamentários propostos por Benjamin Netanyahu provocam protestos de 250 000 trabalhadores que fecham serviços em Israel.
- 1997 — No pior incidente da insurgência argelina, os massacres de Wilaya de Relizane, 400 pessoas de quatro aldeias são mortas.
- 2000 — Sonda Cassini-Huygens faz a maior aproximação ao planeta Júpiter.
- 2004 — Incêndio na Discoteca República Cromañón em Buenos Aires mata 194 pessoas e deixa mais de 950 feridos.
- 2006 — O ex-presidente do Iraque, Saddam Hussein, é executado.
- 2009 — Um homem-bomba mata nove pessoas na Forward Operating Base Chapman, uma instalação importante da Agência Central de Inteligência no Afeganistão.
- 2011 — Samoa e Tokelau saltam o dia 30 de dezembro e passam para o lado ocidental da Linha Internacional de Data.
- 2013 — Mais de 100 pessoas morrem quando forças antigovernamentais atacam prédios importantes em Kinshasa, República Democrática do Congo.
- 2019 — Reabertura da Ponte Hercílio Luz na cidade de Florianópolis após 28 anos de reforma.
- 2022 — O então presidente do Brasil, Jair Bolsonaro, vai para os Estados Unidos para não passar a faixa presidencial a seu sucessor, Luís Inácio Lula da Silva, vencedor das eleições daquele ano.

## Nascimentos

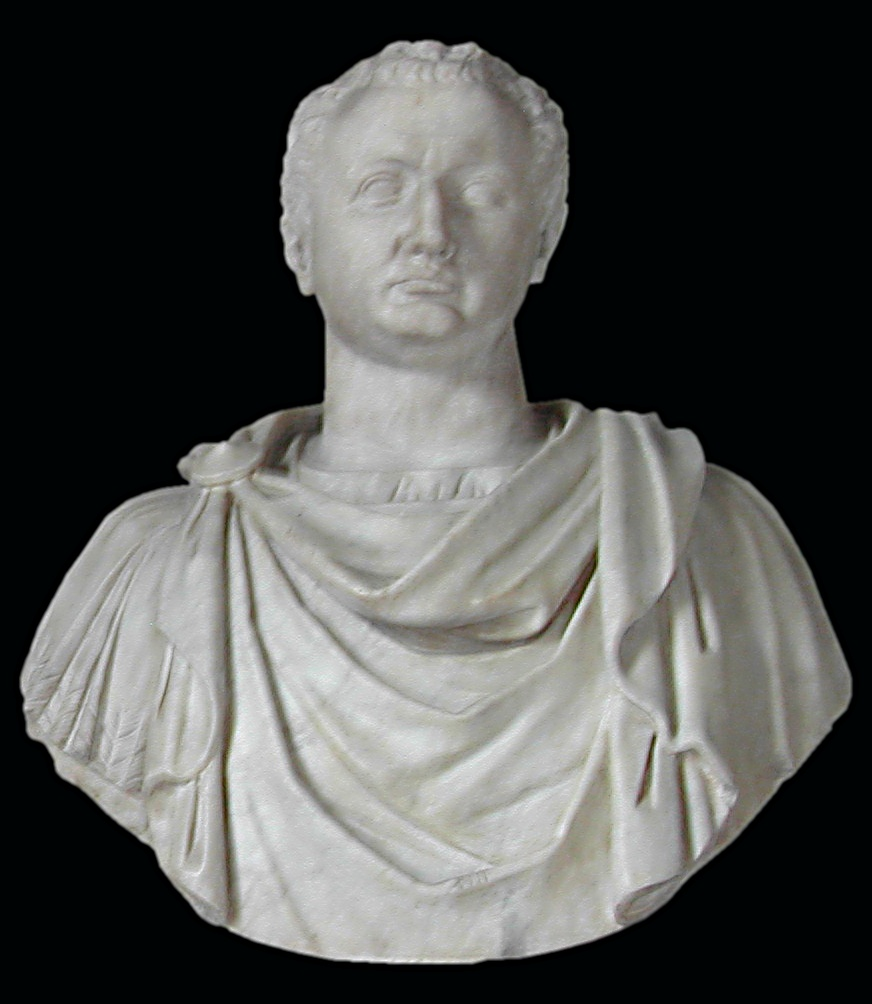
Tito

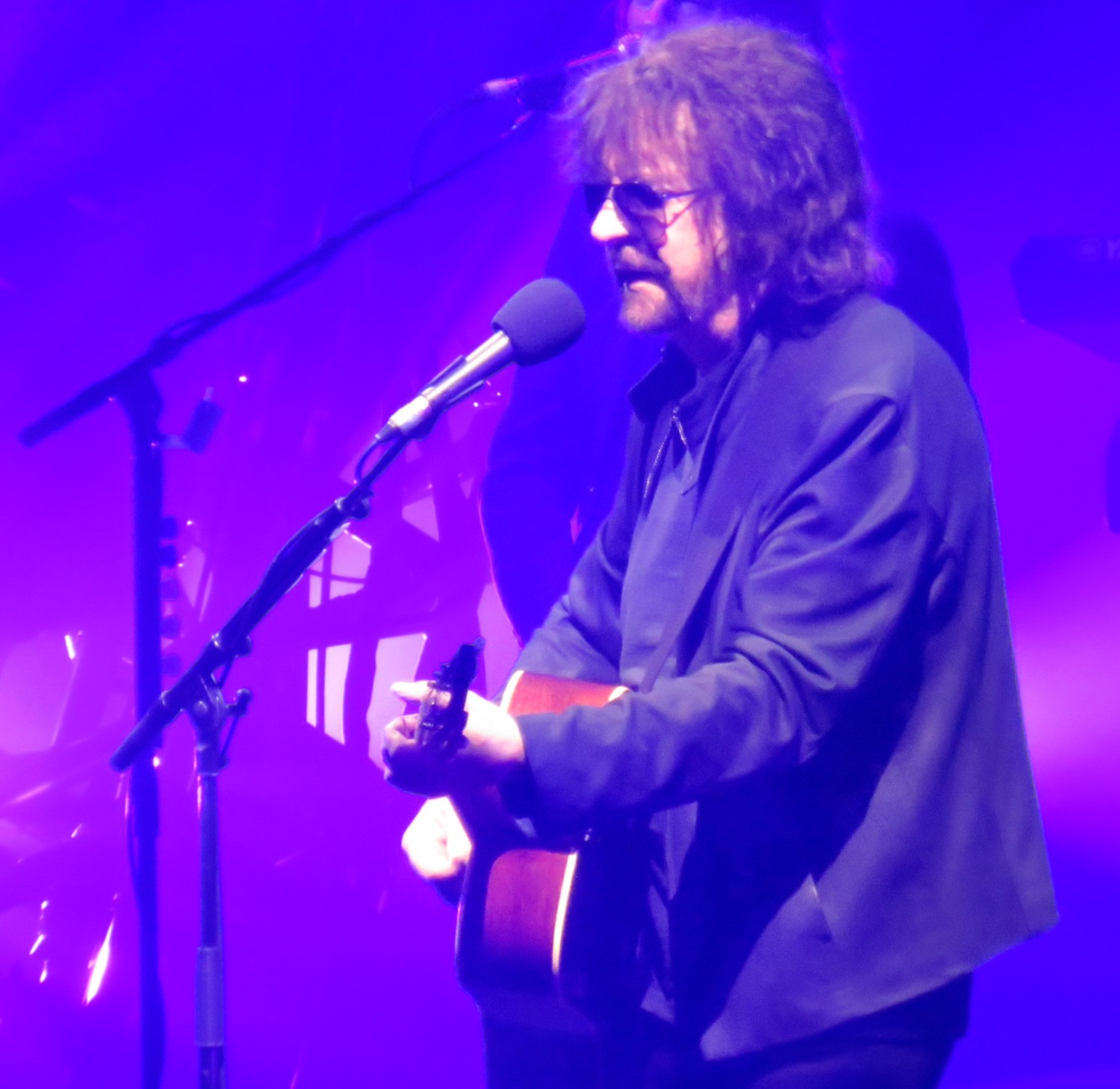
Jeff Lynne

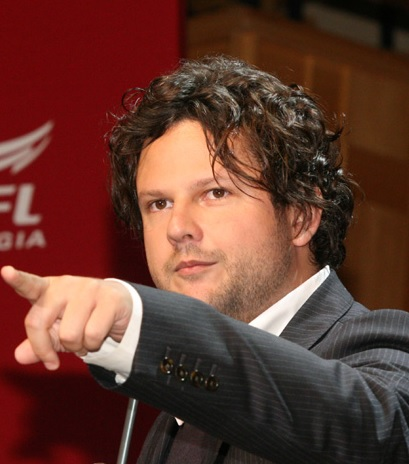
Selton Mello

Rui Torres

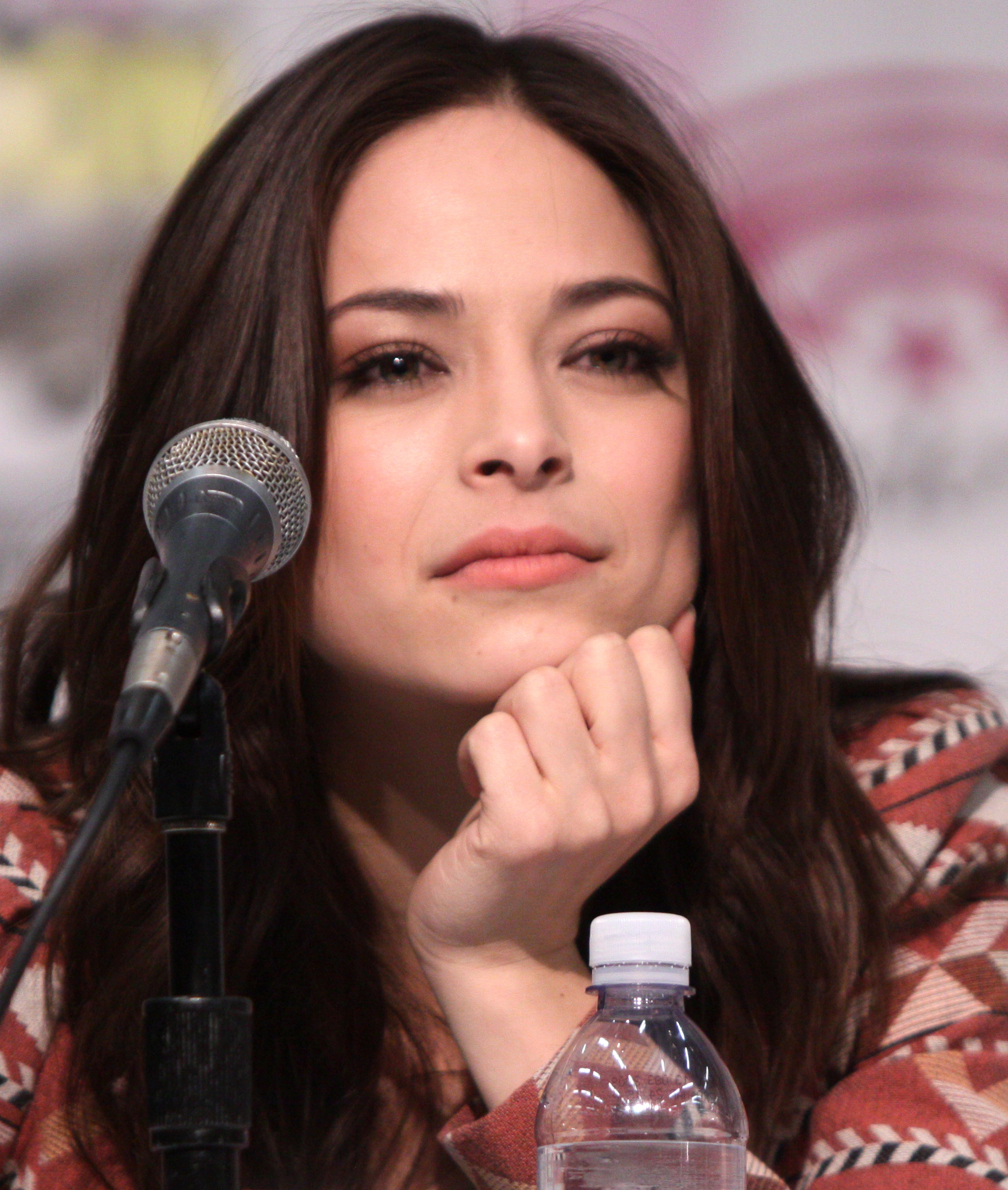
Kristin Kreuk

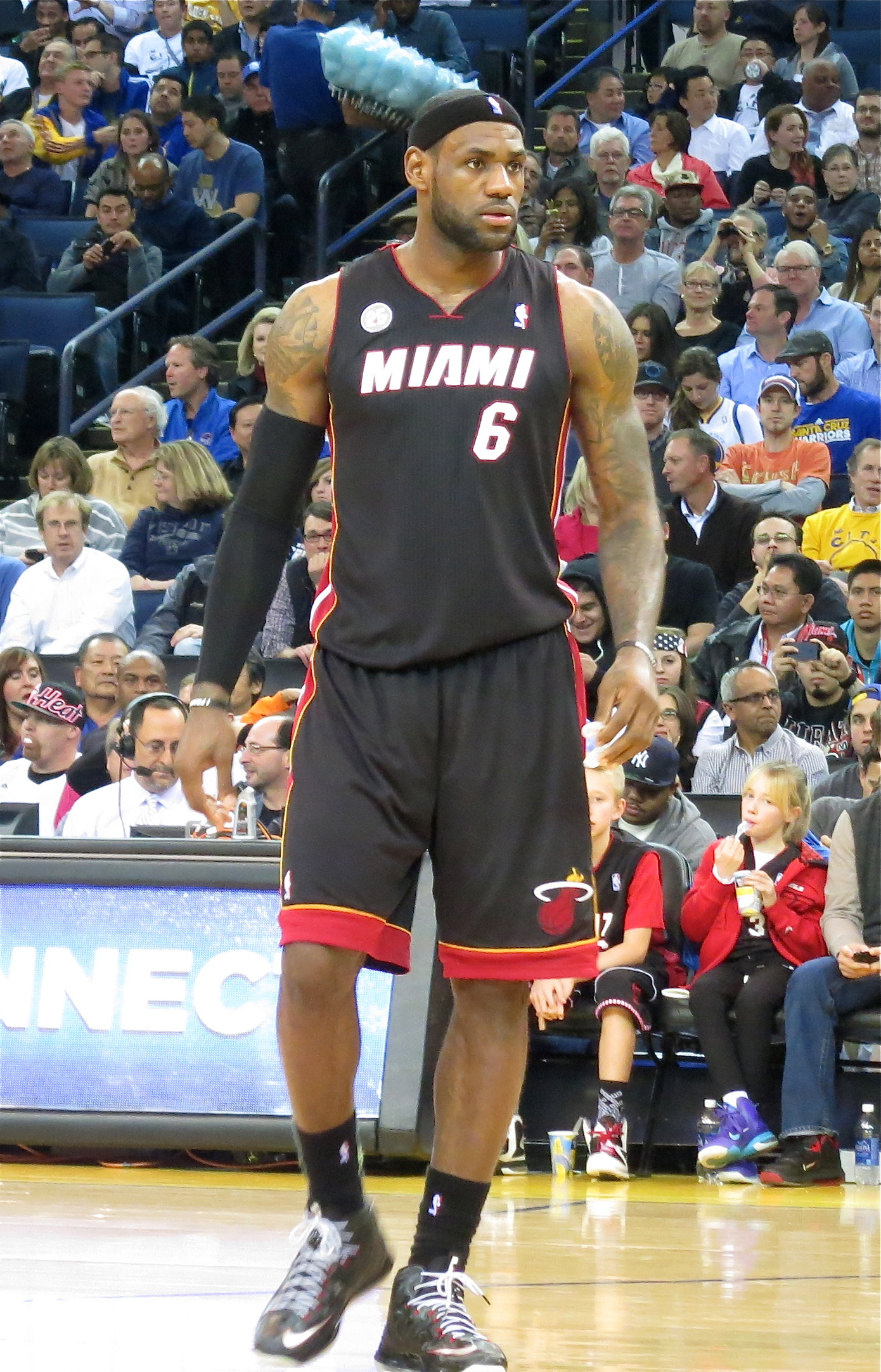
LeBron James

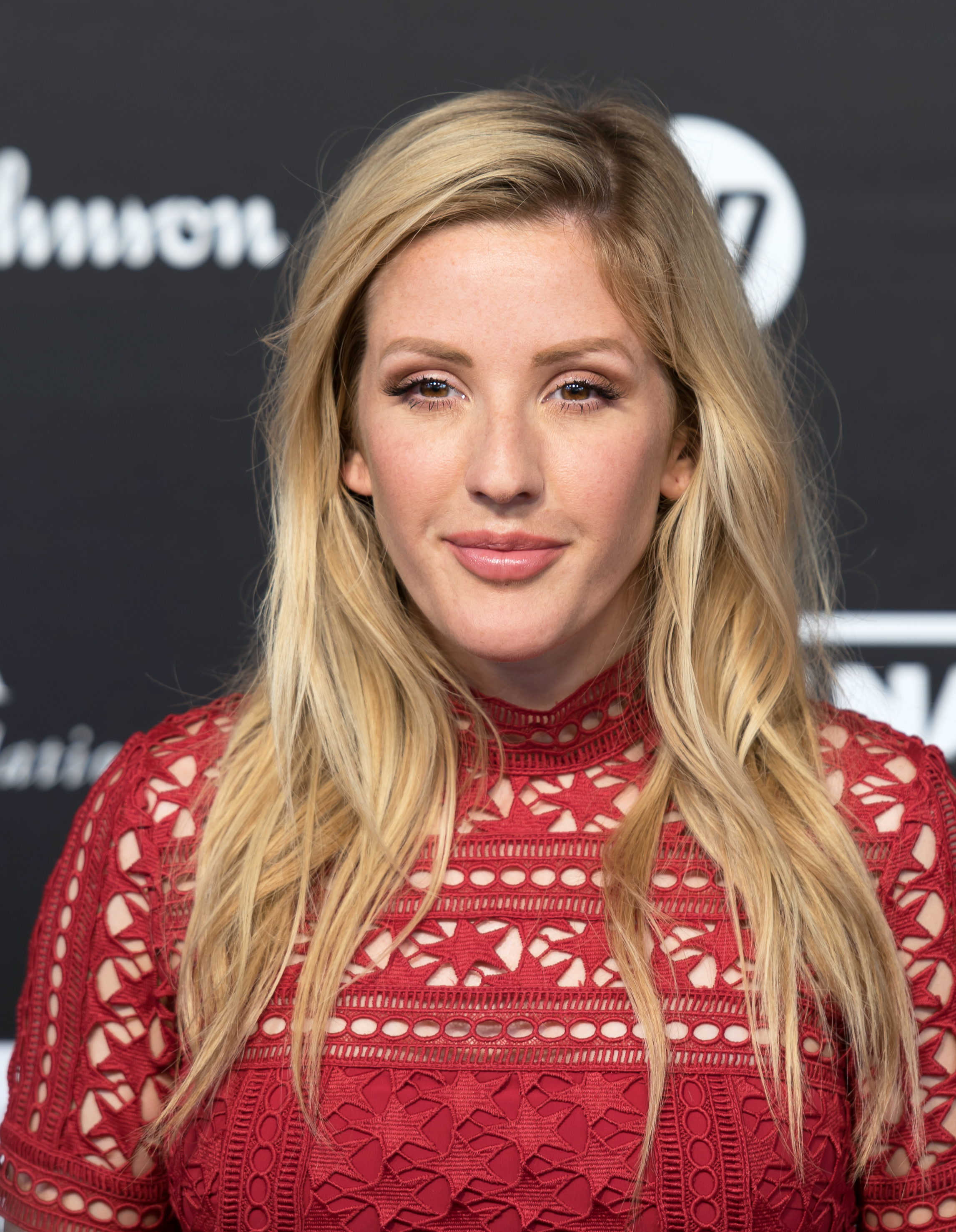
Ellie Goulding

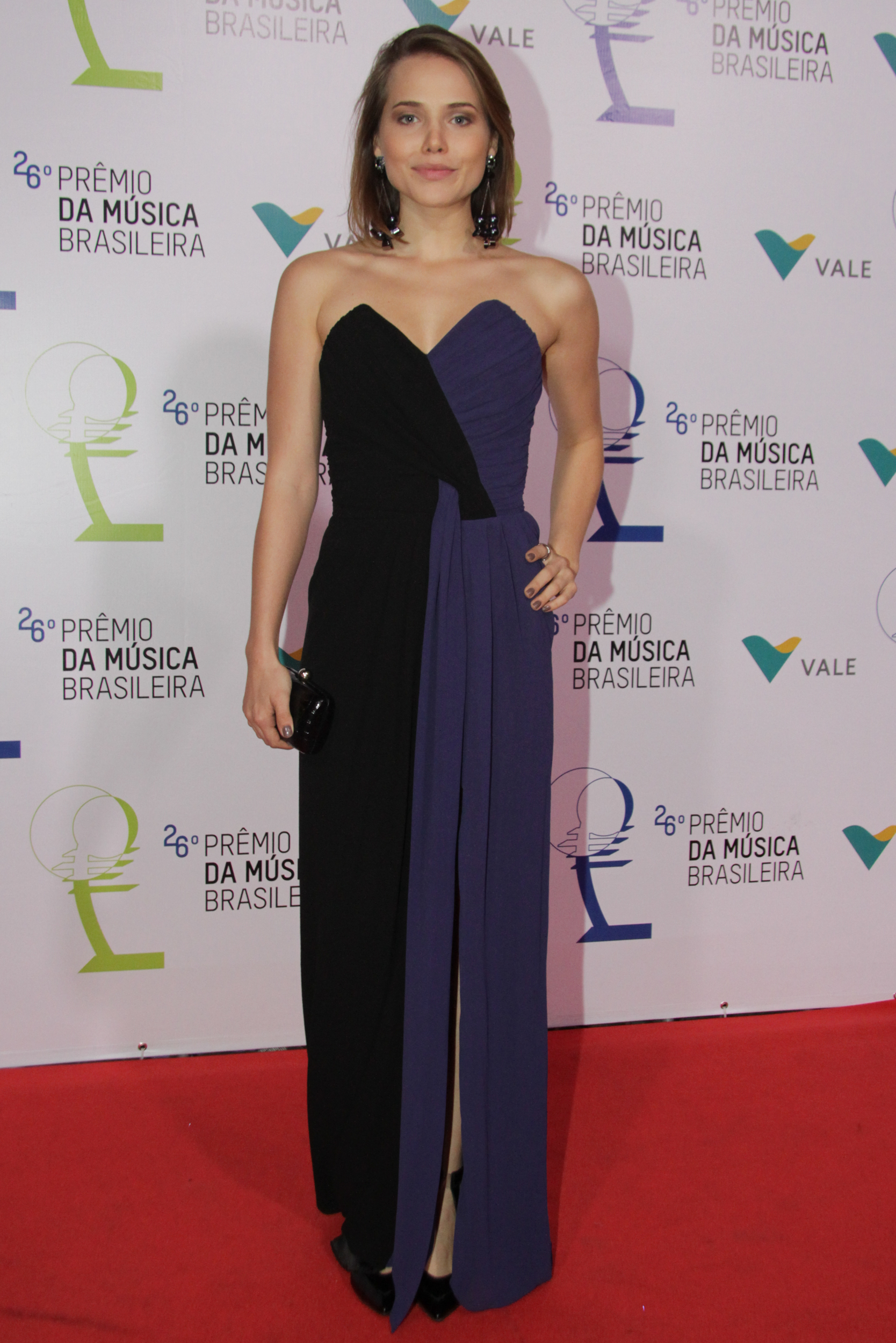
Letícia Colin

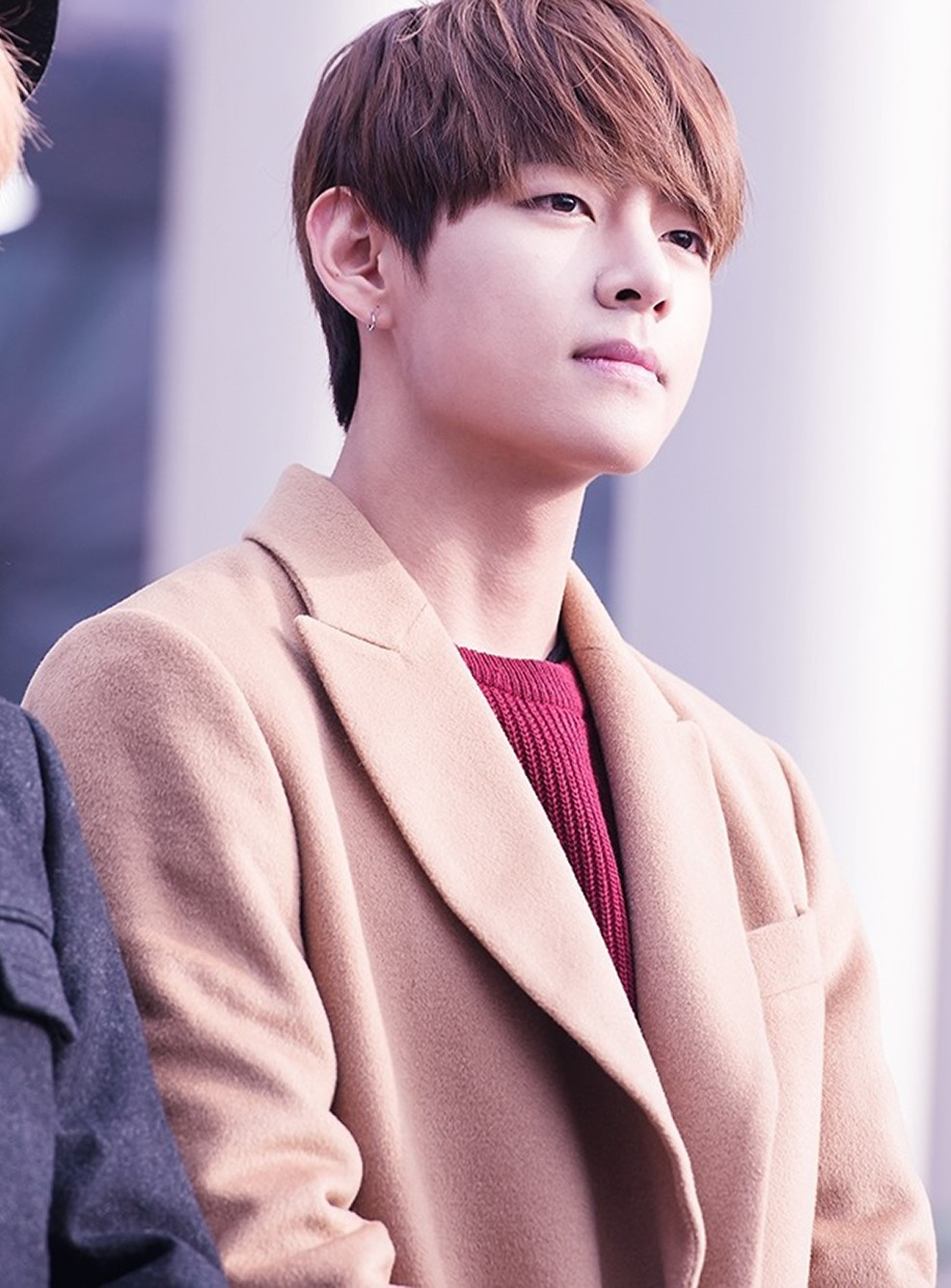
V

### Anteriores ao século XIX
- 0039 — Tito, imperador romano (m. 81).
- 1746 — François-André Vincent, pintor francês (m. 1816).

### Século XIX
- 1851 — Asa Griggs Candler, magnata norte-americano (m. 1929).
- 1853 — André Messager, compositor francês (m. 1929).
- 1861 — Paiva Couceiro, administrador colonial e político português (m. 1944).
- 1864 — Max von Stephanitz, oficial alemão (m. 1936).
- 1865 — Rudyard Kipling, escritor britânico (m. 1936).
- 1883 — Leonardo Coimbra, político e filósofo português (m. 1936).
- 1884 — Hideki Tōjō, político japonês (m. 1948).
- 1889 — Opika von Méray Horváth, patinadora artística húngara (m. 1977).
- 1890 — Adolfo Ruiz Cortines, político mexicano (m. 1973).
- 1898 — Luís da Câmara Cascudo, escritor e folclorista brasileiro (m. 1986).

### Século XX

#### 1901–1950
- 1904 — Dmitriy Borisovich Kabalevskiy, compositor soviético (m. 1987).
- 1914 — Jo Van Fleet, atriz norte-americana (m. 1996).
- 1917 — Seymour Melman, engenheiro e escritor norte-americano (m. 2004)
- 1928 — Bo Diddley, cantor, guitarrista e compositor estadunidense (m. 2008).
- 1930 — Hilda Maia Valentim, prostituta brasileira (m. 2014).
- 1931 — Jiřina Nekolová, patinadora artística tcheca (m. 2011).
- 1934 — Joseph Bologna, ator norte-americano (m. 2017).
- 1935 — Omar Bongo, político gabonense (m. 2009).
- 1936 — Mike Spence, automobilista britânico (m. 1968).
- 1937 — Gordon Banks, ex-futebolista britânico (m. 2019).
- 1942
  - Guy Edwards, ex-automobilista britânico.
  - Fred Ward, ator estadunidense (m. 2022).
  - Aníbal Ruiz, treinador de futebol uruguaio (m. 2017).
- 1946
  - Berti Vogts, futebolista e treinador de futebol alemão.
  - Patti Smith, poetisa, cantora e musicista norte-americana.
- 1947 — Jeff Lynne, cantor, compositor e produtor musical britânico.

#### 1951–2000
- 1953 — Meredith Vieira, jornalista norte-americana.
- 1956 — François Hesnault, ex-automobilista francês.
- 1957 — Larri Passos, ex-tenista brasileiro.
- 1959 — Tony George, empresário norte-americano.
- 1961 — Ben Johnson, atleta norte-americano.
- 1962 — Donato, ex-futebolista hispano-brasileiro.
- 1963
  - John van 't Schip, treinador e ex-futebolista neerlandês.
  - Tony Carreira, cantor português.
- 1964 — Sophie Ward, atriz ex-modelo britânica.
- 1968 — Francis Benali, ex-futebolista inglês.
- 1969 — Jay Kay, músico britânico.
- 1971 — Juan Carlos Henao, futebolista colombiano.
- 1972
  - Daniel Amokachi, ex-futebolista nigeriano.
  - Selton Mello, ator brasileiro.
- 1973
  - Ato Boldon, atleta trinitário.
  - Jason Behr, ator estadunidense.
  - Dimba, futebolista brasileiro.
- 1974 — Alex Alves, futebolista brasileiro (m. 2012).
- 1975 — Tiger Woods, jogador de golfe norte-americano.
- 1976
  - Wilson Oruma, ex-futebolista nigeriano.
  - Rui Torres, apresentador de televisão mexicano (m. 2008).
- 1977
  - Saša Ilić, futebolista sérvio.
  - Kazuyuki Toda, futebolista japonês.
  - Fabiano Menotti, cantor brasileiro
- 1978
  - Tyrese Gibson, ator estadunidense.
  - Marco Malagò, futebolista italiano.
- 1979 — Boubacar Barry, futebolista marfinense.
- 1980 — Eliza Dushku, atriz estadunidense.
- 1981
  - Cédric Carrasso, futebolista francês.
  - Haley Paige, atriz mexicana (m. 2007).
  - Michael Rodríguez, futebolista costarriquenho.
  - Ali Al Habsi, futebolista omani.
- 1982
  - Kristin Kreuk, atriz canadense.
  - Razak Pimpong, futebolista ganês.
- 1983 — Josh Sussman, ator norte-americano.
- 1984
  - LeBron James, jogador de basquete norte-americano.
  - Sergio Gadea, motociclista espanhol.
  - Randall Azofeifa, futebolista costarriquenho.
- 1985
  - Michel Bourez, surfista francês.
  - Marie Sneve Martinussen, política norueguesa.
  - Lars Boom, ciclista neerlandes.
- 1986
  - Domenico Criscito, futebolista italiano.
  - Ellie Goulding, cantora britânica.
  - Laredo Kid, wrestler mexicano.
- 1987 — Thomaz Bellucci, tenista brasileiro.
- 1988 — Juan Lobato, ciclista espanhol.
- 1989
  - Letícia Colin, atriz brasileira.
  - Ryan Sheckler, skatista norte-americano.
  - Diogo, futebolista brasileiro.
  - Yoon Bora, rapper, dançarina e atriz sul-coreana.
- 1990 — Bruno Henrique, futebolista brasileiro.
- 1991 — Camila Giorgi, ex-tenista italiana.
- 1992
  - Ryan Tunnicliffe, futebolista Inglês.
  - Gary O'Donovan, remador irlandês.
- 1993
  - Loren Morón, futebolista espanhol.
  - Ager Aketxe, futebolista espanhol.
- 1994
  - Diego Lopes, lutador brasileiro.
  - Isaac Powell, ator americano.
  - Troy Williams, jogador de basquetebol norte-americano.
  - Nikola Milutinov, basquetebolista sérvio.
- 1995
  - V, cantor, ator e compositor sul-coreano.
- 1996
  - Mamadou Loum, futebolista senegalês.
- 1997
  - Levan Gelbakhiani, ator e dançarino georgiano.
  - Tseng Jing-hua, ator taiwanês.
- 1999 — Jean-Clair Todibo, futebolista francês.

### Século XXI
- 2005 — Ulrich Chomche, jogador de basquete camaronês.
- 2006 — Kaylia Nemour, ginasta artística argelina.

## Mortes

### Anteriores ao século XIX
- 1435 — Bona de Berry, condessa de Saboia (n. 1362/1365).
- 1460 — Ricardo, 3.º Duque de Iorque (n. 1411).
- 1525 — Jakob Fugger, banqueiro alemão (n. 1459).
- 1572 — Galeazzo Alessi, arquiteto italiano (n. 1512).
- 1591 — Papa Inocêncio IX (n. 1519).
- 1662 — Fernando Carlos, Arquiduque da Áustria (n. 1628).

### Século XIX
- 1852 — Francisco Gomes da Silva, o Chalaça, político brasileiro (n. 1791).
- 1896 — José Rizal, herói nacional filipino (n. 1861).

### Século XX
- 1916 — Grigori Rasputin, místico russo (n. 1869).
- 1939 — Charles B. Mintz, produtor cinematográfico norte-americano (n. 1889).
- 1941 — El Lissitzky, artista, fotógrafo e arquiteto russo (n. 1890).
- 1944 — Romain Rolland, escritor francês (n. 1866).
- 1947 — Alfred North Whitehead, filósofo e matemático estadunidense (n. 1861).
- 1975 — Clemente Comandulli, jornalista esportivo brasileiro (n. 1927).
- 1976 — Ângela Diniz, socialite brasileira (n. 1944).
- 1988 — Yuli Daniel, escritor soviético (n. 1925).
- 1991 — Marcus Morton Rhoades, citogeneticista norte-americano (n. 1903).
- 1995
  - Heiner Müller, poeta e dramaturgo alemão (n. 1929).
  - Antônio Brochado da Rocha, político brasileiro (n. 1907).
- 1996 — Lew Ayres, ator norte-americano (n. 1908).
- 1998 — Joan Brossa, poeta espanhol (n. 1919).
- 1999
  - Fritz Leonhardt, engenheiro civil alemão (n. 1909).
  - Louis Michel, físico matemático francês (n. 1923).
- 2000
  - Julius J. Epstein, roteirista estadunidense (n. 1909).
  - John Hardon, escritor jesuíta (n. 1914).

### Século XXI
- 2003 — Anita Mui, cantora e atriz chinesa (n. 1963).
- 2005 — Gianni Ratto, cenógrafo brasileiro (n. 1916).
- 2006 — Saddam Hussein, ditador iraquiano (n. 1937).
- 2007 — Olair Coan, ator e diretor teatral brasileiro (n. 1959).
- 2008 — Antônio José da Silva Gouveia, futebolista brasileiro (n. 1957).
- 2009 — Abdurrahman Wahid, político indonésio (n. 1940).
- 2011 — Daniel Piza, jornalista brasileiro (n. 1970).
- 2014 — Luise Rainer, atriz teuto-americana (n. 1910).
- 2017 — Robert N. Clayton, químico canadense (n. 1930).
- 2022 — Barbara Walters, jornalista estadunidense (n. 1929).
- 2023 — Tom Wilkinson, ator britânico (n. 1948).
- 2024 — Adília Lopes, poetisa e cronista portuguesa (n. 1960).

## Feriados e eventos cíclicos
- O 6º dia de Natal no Cristianismo Ocidental
- Dia de Rizal nas Filipinas, relembrando a morte de José Rizal, herói nacional.

### Cristianismo
- 6º dia de Natal
- Papa Félix I
- Rogério de Canas

## Outros calendários
- No calendário romano era o 3.º dia (III) antes das calendas de janeiro.
- No calendário litúrgico tem a letra dominical G para o dia da semana.
- No calendário gregoriano a epacta do dia é xxi.